# 丹布勒石窟寺
丹布勒石窟寺，又名丹布勒金寺，位於斯里兰卡中部，於1991年獲選入亚洲和太平洋地区世界遗产。
丹布勒石窟寺是斯里蘭卡最大、保存最完好的洞穴寺廟群。聳立在周圍平原上約160公尺處。周邊地區有80多個有記載的洞穴。主要景點分佈五個的洞穴，其中包含佛像和繪畫。這些繪畫和雕像與釋迦牟尼佛與其生平有關。當前共存有佛像153尊，斯里蘭卡國王像3尊，神像和女神像4尊。後者包括毘濕奴和象頭神。壁畫佔地 2,100 平方公尺（23,000 平方英尺）。描繪著惡魔魔羅的誘惑和佛陀的第一次佈道。

## 圖庫
探索頻道曾經報導過一名在石窟寺附近居住的少女因為意外淹死後輪迴的故事。